# 堤礼実
堤 礼実（つつみ れいみ、1993年11月23日 - ）は、フジテレビのアナウンサー。

## 経歴
アメリカ合衆国カリフォルニア州サンノゼ出身で2歳半まで過ごし、その後は埼玉県志木市育ち女子聖学院高等学校、大妻女子大学人間関係学部卒業。
大学在学中にフジテレビのアナウンススクールに通い、2014年11月から2015年5月まで『BSフジNEWS』の第27期学生キャスターを務め、大学時代からストレートニュースのキャスターを担当していた。2016年4月、アナウンサーとして同社入社。同期入社は、鈴木唯、永尾亜子、上中勇樹、藤井弘輝。

## 人物
自身の名前である「礼実」は、「礼儀正しく実る」という意味が込められている。
アナウンサーを志望した理由は、東日本大震災の際に現地に足を運び、自分なりの言葉で必死に伝えようとするアナウンサーの姿に衝撃を受け、大学で心理学を専攻して言葉の持つ力の大きさを知り、自身も言葉で何かを伝えられる仕事をしたいと思ったから。
3歳から13～14歳くらいまでクラシックバレエをやっていたため、ダンスをするのがとても好きで、ジャンルを問わず誰かが踊っているのを2、3回見ると、何となく覚えることができる。特技として、振り付けなどを覚えるのが早いと答えている。
学生時代はダンス部に所属していた。普通自動車免許、日本語検定3級、社会調査士の資格を所持している 。
母親が宝塚歌劇団の大ファンだった影響で自身も宝塚のファンとなり、物心ついたときには劇場に行って母親と一緒に出待ちをしたりしていた。男役では姿月あさと・真琴つばさ・高嶺ふぶき・香寿たつきが特に好きで、娘役では花總まりの過去の映像をよく見ている。一番好きな作品は5歳のとき初めて見たハプスブルク家を題材とした『エリザベート』。

## 出演番組
レギュラー出演番組・キャスター名（地上波）
| 期間                                                                   | 期間    | 月曜日                                | 火曜日                                | 水曜日                                | 木曜日                              | 金曜日                             | 土曜日        | 日曜日            |
| ---------------------------------------------------------------------- | ------- | ------------------------------------- | ------------------------------------- | ------------------------------------- | ----------------------------------- | ---------------------------------- | ------------- | ----------------- |
| 2016.10                                                                | 2017.9  | めざましテレビアクア お天気キャスター | めざましテレビアクア お天気キャスター | めざましテレビアクア お天気キャスター | （なし）                            | （なし）                           | （なし）      | （なし）          |
| 2017.10                                                                | 2018.3  | めざましテレビ 『ココ調』リポーター   | めざましテレビアクア 情報キャスター   | （なし）                              | めざましテレビアクア 情報キャスター | （なし）                           | （なし）      | （なし）          |
| 2018.4                                                                 | 2018.9  | めざましテレビ 『ココ調』リポーター   | （なし）                              | （なし）                              | （なし）                            | （なし）                           | （なし）      | （なし）          |
| 2018.10                                                                | 2018.12 | （なし）                              | （なし）                              | （なし）                              | （なし）                            | めざましテレビ エンタメキャスター1 | （なし）      | （なし）          |
| 2019.1                                                                 | 2020.9  | （なし）                              | （なし）                              | （なし）                              | （なし）                            | めざましテレビ エンタメキャスター1 | （なし）      | みんなのKEIBA MC2 |
| 2020.10                                                                | 2021.3  | （なし）                              | （なし）                              | （なし）                              | （なし）                            | （なし）                           | （なし）      | みんなのKEIBA MC2 |
| 2021.4                                                                 | 2022.6  | （なし）                              | （なし）                              | めざまし8 情報キャスター              | （なし）                            | （なし）                           | （なし）      | みんなのKEIBA MC2 |
| 2021.7                                                                 | 2021.9  | （なし）                              | （なし）                              | （なし）                              | めざまし8 情報キャスター            | （なし）                           | （なし）      | みんなのKEIBA MC2 |
| 2021.10                                                                | 2022.3  | （なし）                              | （なし）                              | めざまし8 情報キャスター              | めざまし8 情報キャスター            | （なし）                           | （なし）      | みんなのKEIBA MC2 |
| 2022.4                                                                 | 2023.3  | めざまし8 情報キャスター              | めざまし8 情報キャスター              | めざまし8 情報キャスター              | （なし）                            | （なし）                           | （なし）      | みんなのKEIBA MC2 |
| 2023.4                                                                 | 2024.3  | FNN Live News α メインキャスター3     | FNN Live News α メインキャスター3     | FNN Live News α メインキャスター3     | FNN Live News α メインキャスター3   | （なし）                           | （なし）      | （なし）          |
| 2024.4                                                                 | 現在    | FNN Live News α メインキャスター3     | FNN Live News α メインキャスター3     | FNN Live News α メインキャスター3     | FNN Live News α メインキャスター3   | （なし）                           | News α プラス | （なし）          |
| 備考 - 1宮司愛海の後任 - 2小澤陽子の後任 - 3内田嶺衣奈・小澤陽子の後任 |         |                                       |                                       |                                       |                                     |                                    |               |                   |

### その他
- 村上信五とスポーツの神様たち（不定期出演）
- ダウンタウンなう（2016年7月22日）
- FNS27時間テレビフェスティバル! （2016年7月24日）  - 提供読み。
- 新・週刊フジテレビ批評（2016年8月13日）
- とんねるずのみなさんのおかげでしたモジモジくん夏の女子アナ祭りアシスタントのお姉さん役（2016年8月18日）
- みんなのニュース　
  - 「木村拓也の上を向いて歩こう!」（2016年9月14日・15日）
    - 2016年9月12日 - 23日まで夏季休暇であった木村拓也アナウンサーの代役。
- 佳代子の部屋～真夜中のゲーム会議～ （2016年10月27日・11月3日）
- めざましどようび（2016年10月22日）（岡副麻希が夏休みの為、代役で出演）
- うまズキッ!（2016年10月15日 - 12月）
- うどんが主食presentsアナとウドン（2016年10月5日・2017年1月1日）
- アナたび2016 冬の北海道グルメ旅に榎並大二郎アナウンサーと共に出演（2016年12月30日）
- ホウドウキョク×GOGO（ホウドウキョク、2016年10月6日 - 2016年3月30日）木曜MC
- 馬好王国〜UmazuKingdom〜（2017年1月8日 - 2019年1月6日）- MCアシスタント（執事）
- BSみんなのKEIBA（BSフジ、2017年9月10日）MC
- 絶メシ! （2018年8月30日）プレゼンターとして
- ワイドナショー（ナレーション）
- めざましテレビ
  - エンタメリポーター（2016年10月26日から2016年11月14日・2016年11月15日までは不定期、2016年11月23日・2016年11月24日から水・木曜日を担当）
  - スゴ撮紅葉ウィーク(2016年11月16日、リポーター)
- 週末はウマでしょ!（2019年1月 - 2020年12月） - アシスタント
- めざましどようび（2022年3月19日） - ニュースキャスター代行[8]
- FNN Live News days（2022年3月19日） - キャスター代行[9]
- BSフジNEWS - 金曜キャスター
- 中央競馬2021～新たな時代の始まり～（2021年12月29日） - ナレーション
- ワタシ∞ウォーキング（ナレーター、2021年1月9日 - 2022年3月26日）
- めざまし8
  - 永島優美アナウンサー休暇・療養時の代理総合司会（2021年10月27日・28日・2022年2月3日・4日・5月10日・11日・7月17日 - 29日）
  - 竹俣紅アナウンサー休暇・取材時の代行（2022年5月27日・9月15日・16日）
- KinKi Kidsのブンブブーン（2017年4月 - 2023年3月） - 進行
- スワローズキッズアカデミー（2021年4月3日 - 2023年6月） - ナレーション
- Tune（MC）
- 全力!脱力タイムズ（企画進行）
- 皇室ご一家（ナレーション）
- FNN Live News α
  - 海老原優香アナウンサー休暇・不在時の代行（2023年9月15日・12月22日）

## 書籍
- みんなのKEIBA×Sportiva スペシャルコラボ 堤礼実 フォトブック Treasure（2022年10月26日発売、集英社）ISBN 978-4087900927

## 同期入社
- 上中勇樹
- 藤井弘輝
- 鈴木唯
- 永尾亜子